# ADOSA

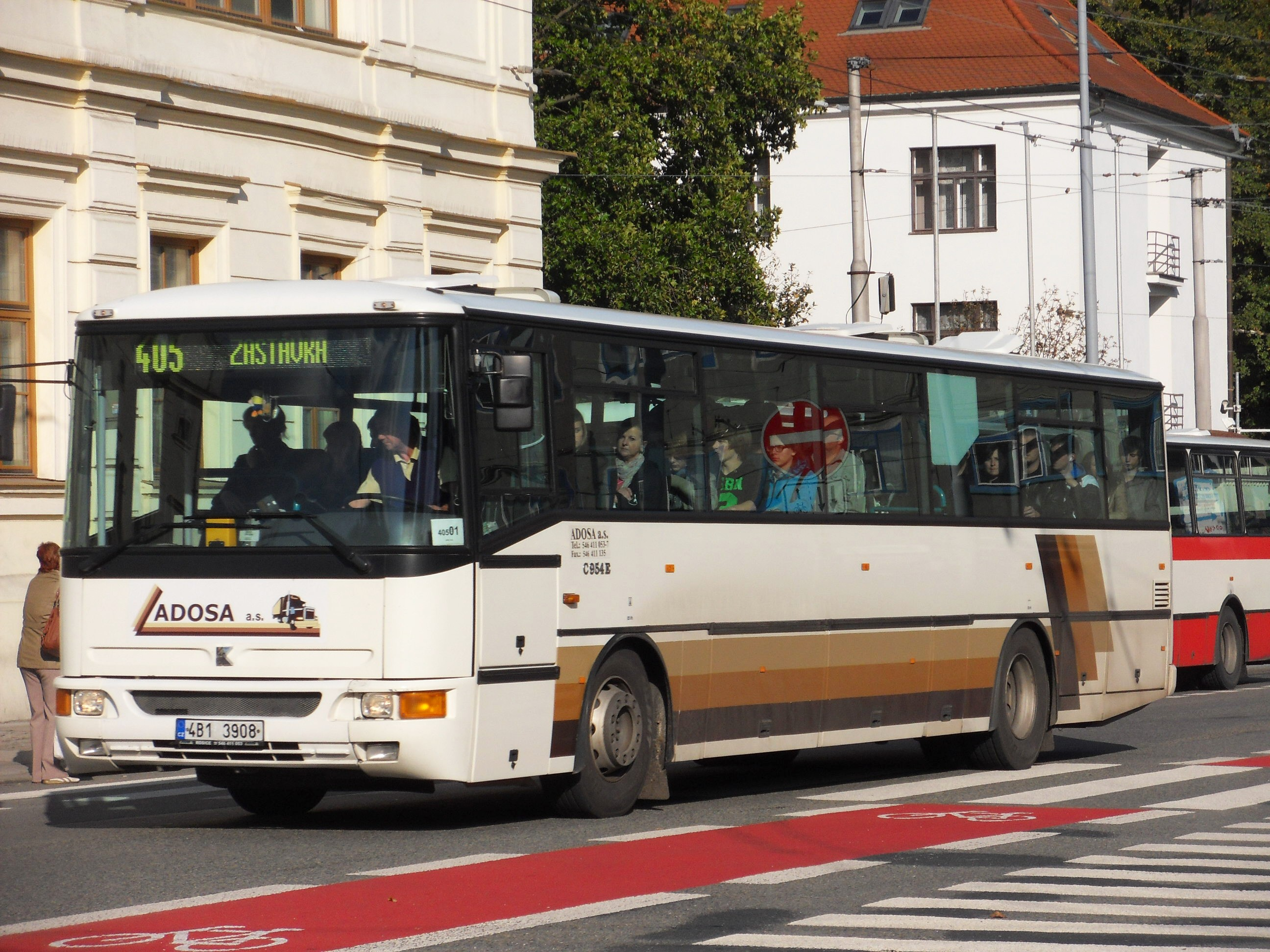
Karosa C 954E dopravce ADOSA v Brně

ADOSA a.s. je český dopravce se sídlem v Rosicích. Zaměřuje se na provoz autobusové dopravy v Jihomoravském kraji a Kraji Vysočina. Společnost zaměstnává více než 100 zaměstnanců a vlastní 65 autobusů.
ADOSA se mimo jiné zabývá i prodejem sportovních potřeb.

## Historie
V roce 1949 vznikl původní ČSAD. V roce 1973 vznikl podnik ČSAD Rosice. Roku 1993 se podnik ČSAD Rosice transformoval na akciovou společnost a v roce 2000 se přejmenoval na ADOSA.